# Известия высших учебных заведений. Северо-Кавказский регион
Известия Высших учебных заведений. Северо-Кавказский регион — российский научный междисциплинарный журнал. Журнал издаётся с 1972 года. Нынешний издатель — Южный федеральный университет. Журнал включён в Список научных журналов ВАК Минобрнауки России

## История журнала
Журнал был создан в 1972 году благодаря члену-корреспонденту РАН, доктору химических наук, профессору Ю. А. Жданову, который стал его первым главным редактором. Целью создания нового научного издания было стремление объединить учёных Северного Кавказа для решения насущных задач современной отечественной науки и вопросов связанных с народным хозяйством.
Первоначально журнал назывался «Известия Северо-Кавказского научного центра высшей школы», но после 1985 года сменил на нынешнее, поскольку издаётся при частичной финансовой поддержке его соучредителей в которое входит 9 вузов Северного Кавказа.
В журнале публикуются статьи учёных из  России и государств ближнего и дальнего зарубежья  по специальностям, утверждённым Высшей аттестационной комиссией (ВАК).
Также на страницах журнала печатаются рецензии на книги и монографии, сведения о намечаемых и прошедших научных конференциях,  издаются специальные выпуски различной тематики.
Журнал с самого основания выходит в трёх сериях (периодичность 4 номера в год): «Общественные науки», «Естественные науки» и «Технические науки».
Свидетельства о регистрации:  Общественные науки, Естественные науки,  Технические науки.

## Состав учредителей
- Дагестанский государственный университет;
- Дагестанский государственный технический университет;
- Донской государственный технический университет;
- Кабардино-Балкарский государственный университет;
- Кубанский государственный технологический университет;
- Ростовский государственный университет путей сообщения;
- Ростовский государственный экономический университет;
- Южно-Российский государственный политехнический университет;
- Южный федеральный университет.

## Главная Редакция

### Главный редактор
д.э.н., профессор Боровская Марина Александровна.

## Составы редакционных коллегий

### Естественные науки
- Закруткин Владимир Евгеньевич, Южный федеральный университет  - председатель редколлегии
- Бабешко Владимир Андреевич, Кубанский государственный университет
- Карамурзов Барасби Сулейманович, Кабардино-Балкарский государственный университет им. Х.М. Бербекова
- Кусраев Анатолий Георгиевич, Владикавказский научный центр РАН
- Матишов Геннадий Григорьевич, Южный научный центр РАН
- Минкин Владимир Исаакович, Южный федеральный университет
- Рабаданов Муртазали Хулатаевич, Дагестанский государственный университет
- Абанин Александр Васильевич, Южный федеральный университет
- Абакумов Евгений Васильевич,  Санкт-Петербургский государственный университет
- Бабаян Гаяне Грантовна, Центр эколого-ноосферных исследований НАН Республики Армения
- Безуглова Ольга Степановна, Южный федеральный университет
- Бойко Николай Иванович, Южный федеральный университет
- Бочкарев Анатолий Владимирович, Российский государственный университет нефти и газа (национальный исследовательский университет) им. И.М. Губкина
- Демина Ольга Николаевна, Карачаево-Черкесский государственный университет им. У.Д. Алиева
- Жуков Михаил Юрьевич, Южный федеральный университет
- Захаров Анатолий Григорьевич, Южный федеральный университет
- Зубов Леонид Михайлович, Южный федеральный университет
- Ерусалимский Яков Михайлович, Южный федеральный университет
- Карапетянц Алексей Николаевич,  Южный федеральный университет
- Карелин Дмитрий Витальевич, Институт географии РАН
- Карякин Михаил Игоревич, Южный федеральный университет
- Климентов Сергей Борисович, Южный федеральный университет
- Колесников Владимир Иванович, Ростовский государственный университет путей сообщения
- Колесников Сергей Ильич, Южный федеральный университет
- Куповых Геннадий Владимирович, Южный федеральный университет
- Курбатов Сергей Васильевич, Южный федеральный университет
- Лерер Александр Михайлович, Южный федеральный университет
- Мелихов Сергей Николаевич,  Южный федеральный университет
- Миноранский Виктор Аркадьевич , Южный федеральный университет
- Онищенко Вячеслав Валентинович, Карачаево-Черкесский государственный университет им. У.Д. Алиева
- Назаренко Олеся Владимировна, Южный федеральный университет
- Парада Сергей Григорьевич, Южный научный центр РАН (Ростов-на-Дону)
- Пироговская Галина Владимировна, Институт почвоведения и агрохимии НАН Беларуси
- Рабинович Владимир Самуилович, Южный федеральный университет
- Силаев Валерий Иванович, "Коми научный центр" УрО РАН
- Фатталь Поль, Университет Нанта (Нант)
- Федоров Юрий Александрович, Южный федеральный университет
- Хаванский Александр Дмитриевич, Южный федеральный университет
- Труфанов Вячеслав Николаевич, Южный федеральный университет

### Общественные науки
- Золотарев Владимир Семенович, Ростовский государственный экономический университет (РИНХ)
- Узнародов Игорь Миронович, Южный федеральный университет
- Акаев Вахит Хумидович, Комплексный научно-исследовательский институт им. Х.И. Ибрагимова РАН
- Алимурадов Олег Алимурадович, Пятигорский государственный университет
- Альбеков Адам Умарович, Ростовский государственный экономический университет (РИНХ)
- Апрыщенко Виктор Юрьевич, Южный федеральный университет
- Астапов Сергей Николаевич, Южный федеральный университет
- Бакулов Виктор Дмитриевич, Южный федеральный университет
- Боровская Марина Александровна, Южный федеральный университет
- Булатов Башир Булатович, Дагестанский государственный университет
- Волков Юрий Григорьевич, Южный федеральный университет
- Драч Геннадий Владимирович, Южный федеральный университет
- Евченко Наталья Николаевна, Южный федеральный университет
- Иванов Александр Гаврилович, Кубанский государственный университет
- Изотова Наталья Валерьяновна, Южный федеральный университет
- Карпова Галина Федоровна, Южный федеральный университет
- Колесников Юрий Семенович, Южный федеральный университет
- Лукьяшко Сергей Иванович, Южный научный центр РАН
- Магометов Ахурбек Алиханович, Северо-Осетинский государственный университет им. К.Л. Хетагурова
- Макаренко Елена Николаевна, Ростовский государственный экономический университет (РИНХ)
- Матецкая Анастасия Витальевна, Южный федеральный университет
- Мининков Николай Александрович, Южный федеральный университет
- Ниворожкин Евгений Михайлович, Школа славянских и восточноевропейских исследований UCL
- Ниворожкина Людмила Ивановна, Ростовский государственный экономический университет (РИНХ)
- Овчинников Виктор Николаевич, Южный федеральный университет
- Паламарчук Евгений Александрович, Всероссийский государственный университет юстиции
- Полякова Ирина Абрамовна, Ростовский государственный экономический университет (РИНХ)
- Пржиленский Владимир Игоревич, Московский государственный юридический университет им. О.Е. Кутафина (МГЮА)
- Розин Михаил Дмитриевич, Южный федеральный университет
- Сень Дмитрий Владимирович, Южный федеральный университет
- Хунагов Рашид Думаличевич, Адыгейский государственный университет
- Шевченко Инна Константиновна, Южный федеральный университет
- Шеуджен Эмилия Аюбовна, Адыгейский государственный университет
- Штомпель Олег Михайлович, Южный федеральный университет

### Технические науки
- Павленко Александр Валентинович – председатель редколлегии, д-р техн. наук, проф., Южно-Российский государственный политехнический университет (НПИ) имени М.И. Платова
- Шошиашвили Михаил Элгуджевич – заместитель председателя редколлегии, д-р техн. наук, проф., Южно-Российский государственный политехнический университет (НПИ) имени М.И. Платова
- Абакаров Гасан Магомедович - д-р хим. наук, проф., Дагестанский государственный  технический университет
- Бертрам Торстен – проф., Германия
- Булгаков Алексей Григорьевич - д-р техн. наук, проф., Германия
- Волосухин Виктор Алексеевич – д-р техн. наук, проф., Южно-Российский государственный политехнический университет (НПИ) имени М.И. Платова
- Гайджуров Петр Павлович – д-р техн. наук, проф., Донской государственный технический университет
- Гуда Александр Николаевич – д-р техн. наук, проф., Ростовский государственный университет путей сообщения
- Ермаков Владимир Филиппович – д-р техн. наук, доц., Южно-Российский государственный политехнический университет (НПИ) имени М.И. Платова
- Ефимов Николай Николаевич – д-р техн. наук, проф., Южно-Российский государственный политехнический университет (НПИ) имени М.И. Платова
- Жукова Ирина Юрьевна - д-р техн. наук, проф., Донской государственный технический университет
- Загирняк Михаил Васильевич - д-р техн. наук, проф., Кременчугский государственный политехнический университет имени М. Остроградского, Украина
- Заковоротный Вилор Лаврентьевич – д-р техн. наук, проф., Донской государственный технический университет
- Иванов Владлен Васильевич – д-р техн. наук, проф., Донской государственный технический университет
- Иванченко Александр Николаевич – канд. техн. наук, проф., Южно-Российский государственный политехнический университет (НПИ) имени М.И. Платова
- Каляев Игорь Анатольевич – чл.-корр. РАН, д-р техн. наук, проф., Южный федеральный университет
- Каргин Николай Иванович – д-р техн. наук, проф., Национальный исследовательский ядерный университет «МИФИ», г. Москва
- Козлов Владимир Николаевич – д-р техн. наук, проф., Санкт-Петербургский государственный политехнический университет
- Колсун Михаил - профессор электроэнргетики, Технический университет г. Кошице, Словакия
- Косиченко Юрий Михайлович – д-р техн. наук, проф., Южно-Российский государственный политехнический университет (НПИ) имени М.И. Платова
- Лачин Вячеслав Иванович – д-р техн. наук, проф., Южно-Российский государственный политехнический университет (НПИ) имени М.И. Платова
- Лябах Николай Николаевич – д-р техн. наук, проф., Южный федеральный университет
- Нагай Владимир Иванович – д-р техн. наук, проф., Южно-Российский государственный политехнический университет (НПИ) имени М.И. Платова
- Плешивцева Юлия Эдгаровна - д-р техн. наук, проф., Самарский государственный технический университет
- Прохоров Владимир Тимофеевич – д-р техн. наук, проф., Институт сферы обслуживания и предпринимательства (филиал) ДГТУ, г. Шахты
- Савостьянов Александр Петрович - д-р техн. наук, проф., Южно-Российский государственный политехнический университет (НПИ) имени М.И. Платова
- Смирнова Нина Владимировна - д-р техн. наук, проф., Южно-Российский государственный политехнический университет (НПИ) имени М.И. Платова
- Сысоев Николай Иванович – д-р техн. наук, проф., Южно-Российский государственный политехнический университет (НПИ) имени М.И. Платова
- Третьяк Александр Яковлевич – д-р техн. наук, проф., Южно-Российский государственный политехнический университет (НПИ) имени М.И. Платова
- Фандеев Евгений Иванович – д-р техн. наук, проф., Южно-Российский государственный политехнический университет (НПИ) имени М.И. Платова
- Шульга Геннадий Иванович – д-р техн. наук, проф., Южно-Российский государственный политехнический университет (НПИ) имени М.И. Платова
- Яценко Елена  Альфредовна – д-р техн. наук, проф., Южно-Российский государственный политехнический университет (НПИ) имени М.И. Платова